# Мариън (окръг, Айова)
Окръг Мариън (на английски: Marion County) е окръг в щата Айова, Съединени американски щати. Площта му е 1479 km², а населението - 32 052 души (2000). Административен център е град Ноксвил.